# Gyrinus longimanus
Gyrinus longimanus is een keversoort uit de familie van schrijvertjes (Gyrinidae). De wetenschappelijke naam van de soort is voor het eerst geldig gepubliceerd in 1806 door Melsheimer.